# خوان خوسيه نييتو
خوان خوسيه نييتو خيل (بالإسبانية: Juan José Nieto)‏ كاتب وسياسي وعسكري ورجل دولة كولومبي، وُلد في سيباركو، مقاطعة كارتاخينا بالتاج الإسباني لغرناطة الجديدة في 24 يونيو 1805. كان رئيسًا للاتحاد الكنفدرالي الغرناطي عام 1861، ويُعد بذلك أول وأوحد رئيس أفريقي كولومبي في التاريخ. وتُوفي في كارتاخينا دي إندياس الولايات المتحدة الكولومبية في 16 يونيو 1866.